# Luchtbrug (luchtvaart)
Een luchtbrug is  een verbinding met vliegtuigen voor het transporteren van personen en goederen naar gebieden die door politieke, militaire of ramptechnische redenen niet toegankelijk zijn via land of zee. Hierbij kan men denken aan een gebied dat belegerd wordt door vijandelijke troepen of een gebied dat is geblokkeerd ten gevolge van aardverschuivingen na een aardbeving.

## Voorbeelden
Tijdens de Spaanse Burgeroorlog werd net na de mislukte staatsgreep van 1936 door Duitse en Italiaanse vliegtuigen een luchtbrug verwezenlijkt tussen Spaans-Marokko en het Iberisch Schiereiland om nationalistische troepen en hun voertuigen te vervoeren. Zeeverkeer werd onmogelijk gemaakt door de republikeinse vloot.
Tijdens de Tweede Wereldoorlog hadden de Amerikanen een luchtbrug over de Himalaya (The Hump) opgezet voor de bevoorrading van de troepen van Chiang Kai-shek in China. De luchtbrug werd gebruikt van april 1942 tot november 1945 en in totaal werd er 650.000 ton aan goederen overgevlogen. Hierbij gingen 594 vliegtuigen verloren en kwamen 1659 bemanningsleden om het leven of raakten vermist.
De Berlijnse luchtbrug werd ingesteld in 1948 toen West-Berlijn (waar de Amerikaanse, Franse en Britse troepen gelegerd waren) werd geblokkeerd door de Sovjet-Unie. West-Berlijn werd geheel omringd door de zone in Duitsland waar de troepen van de Sovjet-Unie waren gelegerd. Van juni 1948 tot mei 1949 is ongeveer 2,3 miljoen ton vracht overgevlogen verdeeld over ongeveer 278.000 vluchten.